# Oxira mandarina
Oxira mandarina là một loài bướm đêm trong họ Noctuidae.